# VUCA
VUCA（乌卡）是指組織將處於"不穩定"(Volatile)、"不確定"(Uncertain)、"複雜"(Complex)、和"模糊"(Ambiguous)狀態之中。VUCA的概念最早是美軍在20世紀90年代，引用來描述冷戰結束後的越發不穩定的、不確定的、複雜、模棱兩可和多邊的世界。在2001年9月11日恐怖襲擊發生之後，這一概念和首字母縮寫才真正被確定。隨後，“VUCA”被戰略性商業領袖用來描述已成為“新常態”的、混亂的和快速變化的商業環境。

## 含义
VUCA中每个元素的深层含义是用来提高VUCA的的预见性和洞察力的战略意义，以及要提高组织和个人在企业中的行动力。
- V=Volatility（易变性）是变化的本质和动力，也是由变化驱使和催化产生的
- U=Uncertainty（不确定性）缺少预见性,缺乏对意外的预期和对事情的理解和意识
- C=Complexity（复杂性）企业为各种力量，各种因素，各种事情所困扰。
- A=Ambiguity（模糊性）对现实的模糊，是误解的根源，各种条件和因果关系的混杂。

这些因素描述了企业在展望他们当前和未来的状态的情景，表明了企业在制定政策或计划时的边缘性。这些因素使我们制定计划或者向未来展望的时候变得微不足道。
VUCA更鼓励企业或者个人具备以下的能力：
1. 预期改变条件的事情。
2. 明白事情和行为的结果。
3. 鉴别各个变量之间的内在关联。
4. 为现实的各种情况和改变做准备。
5. 明白各种相关的机会。

时下的商业、军事、教育、政府等各种机构，VUCA提供了一种实用的意识和方法。VUCA背后是为人们建立了一个预期、演化、准备以及干预的学习模式。

## 主题
面对VUCA，每个人和组织的能力可以用以下几个标准来给出：
1. 对洞察力的知识储备。
2. 对各种结果时刻准备。
3. 过程管理和资源系统。
4. 有效的影响力模型的建立。
5. 恢复系统和修补措施。

事实上，VUCA所提倡的能力根据公司不同的价值观，预期目标的不同而不同。